# Hrabstwo Calvert

Piramida wieku hrabstwa

Hrabstwo Calvert (ang. Calvert County) – hrabstwo w stanie Maryland w Stanach Zjednoczonych. Hrabstwo zajmuje powierzchnię całkowitą 894 km², z czego 557 km² stanowi powierzchnia lądowa, co czyni je najmniejszym hrabstwem w Maryland pod względem powierzchni lądowej. Według szacunków US Census Bureau w 2006 roku hrabstwo Calvert liczyło 88 804 mieszkańców. Siedzibą administracyjną hrabstwa jest miasto Prince Frederick.

## Historia
Hrabstwo zostało utworzone w 1654 roku jako hrabstwo Patuxent (ang. Patuxent County). Obecną nazwę przyjęło w 1658 roku, i pochodzi ona od nazwiska Calvert, które nosili baroni Baltimore, właściciele kolonii Maryland. W 1695 roku część hrabstwa Calvert została połączona z częścią hrabstwa Charles i zostało w ten sposób utworzone nowe hrabstwo Prince George’s.

## Geografia
Całkowita powierzchnia hrabstwa wynosi 894 km², z czego 557 km² stanowi powierzchnia lądowa, a 336 km² (37,6%) powierzchnia wodna. Najwyższy punkt w hrabstwie ma wysokość 52 m n.p.m., zaś najniższy punkt położony jest na poziomie morza w zatoce Chesapeake.

### Miasta
- Chesapeake Beach
- North Beach

### CDP
- Broomes Island
- Calvert Beach
- Chesapeake Ranch Estates
- Drum Point
- Dunkirk
- Huntingtown
- Long Beach
- Lusby
- Owings
- Prince Frederick
- St. Leonard
- Solomons